# قطعنامه ۱۷۷۰ شورای امنیت
قطعنامه ۱۷۷۰ شورای امنیت سازمان ملل متحد که در تاریخ ۱۰ اوت ۲۰۰۷ تصویب شد، سندی بین‌المللی دربارهٔ بررسی وضعیت در مورد عراق است. این قطعنامه طی نشست ۵۷۲۹ام با ۱۵ رای موافق، ۰ مخالف و ۰ ممتنع تصویب شد.